# Calamagrostis purpurascens
Calamagrostis purpurascens — вид трав'янистих рослин родини тонконогові (Poaceae), поширений на архіпелазі Шпіцберген, на півночі Північної Америки (Гренландія, Канада, Аляска), в Берингії, Сибіру на схід від Таймиру. Етимологія: лат. purpurascens — «багрянистий».

## Таксономічні примітки
C. purpurascens — поліморфний і плоїдно змінний вид з повідомленим числом хромосом і рівнями плоїдності від тетраплоїдного (4x, 2n = 28) до додекаплоїдного (12x, 2n = 84). Рід, ймовірно, гібридогенний. 
Рослина на архіпелазі Шпіцберген є одною з найбільш теплолюбних. Гіпотеза, що популяції є реліктами з більшого поширення в теплому післяльодовиковому періоду є найбільш ймовірною. Матеріал а. Шпіцберген дуже рівномірний і можливо це ще одна успішна імміграція (ймовірно, з Гренландії) на початку післяльодовикового періоду.

## Опис
Це багаторічні трав'янисті рослини, які формують компактні купини, завдяки розгалуженням у листових піхвах, і без горизонтальних кореневищ. Основи стебел оточені темно-солом'яно-жовтими засохлими залишками листя, які зберігаються впродовж кількох років і вносять свій внесок в жорстку структуру купини. Стебла 20—30 см, прямі, голі й гладкі або слабо шорсткі тільки під волоттю. Листя плоске, блідо-блакитно-зелене, жилки на нижній поверхні чіткі й голі, а на верхній поверхні підняті й густо запушені короткими жорсткими волосками; листові краї крихітно, але щільно шорсткі. Прикореневі листки 10—12(15) см завдовжки, 2.5—3.5 мм шириною. Стеблових листків 1—2. „Стяговий листок“ 3—4 см завдовжки, прикріплений нижче середини стебла. Лігули 2—4 мм, розірвані.
Одиниці суцвіття Poaceae — колоски, майже завжди численні в волотях або колосоподібних суцвіттях. Колоски складаються з 2-х лусок (приквітки для колоска) і одної або кількох квіток. Квітки містять леми (нижні квіткові луски) і верхні квіткові луски.
Суцвіття — щільні, циліндричні волоті, 3—5 × 1 см і займають 1/3—1/5 довжини стебла з висхідними гілками. Волоть значно не збільшується по ширині впродовж цвітіння, сильно підфарбована в блідо-бузковий або фіолетовий, з численними вузлами і з 3—5 гілками на кожному з нижніх вузлів. Гілки завдовжки 10—15 мм, щільно шорсткі з короткими жорсткими волосками, найдовші гілки з 3—5 колосками. Колоски 5—7 × 0.9—1.2 мм, дуже вузьколанцетні, 1-квіткові. Приквітки (луски й леми) з закругленими спинками. Колоскові луски 5—7 мм, більш-менш рівні по довжині, завдовжки з колосок, вузьколанцетні, загострені, тьмяно бузкові з вузьким білим напівпрозорим краєм. Леми приховані лусками, 4—6 мм, вузько ланцетні, гострі або з 2—3 зубцями на вершині, того ж забарвлення, що й луски, але зі значно ширшою білою напівпрозорою вершиною, через яку проходять три сильні, темні фіолетові жилки, які впадають в зубчики; довга, товста, колінчатий остюк, 5—7 мм виступає далеко за межі колоска. Верхні квіткові луски завдовжки з леми, з 2-ма жилами. Плоди — однонасінні сім'янки.

## Відтворення
Безстатеве розмноження насінням; немає вегетативного розмноження. Плоди утворюються, ймовірно, досить регулярно. Плоди пристосовані для розповсюдження за допомогою вітру й тварин завдяки довгим остям лем.

## Поширення
C. purpurascens є звичайним видом в багатьох частинах Арктики, особливо в Гренландії, пн. Північної Америки й Берингії й Сибіру на схід від Таймиру. Розрив поширення між Гренландією і Таймиром величезний за винятком архіпелагу Шпіцберген. Матеріал а. Шпіцберген дуже рівномірний, морфологічно подібний до рослин пн. Гренландії й передбачається, що рослина тут є результатом успішної імміграції (ймовірно, з Гренландії).
Населяє малі зазори в килимовій рослинності, в першу чергу в арктичному степу. Ділянки зростання сухі в будь-який час року, ґрунти з дуже лужною реакцією, багаті на мінерали.